# Natal (álbum de Vozes da Rádio)
Natal é o quarto álbum de estúdio do grupo a cappella português Vozes da Rádio, lançado no ano de 2003, tendo sido reeditado em 2006 com duas novas faixas. Este trabalho discográfico é o primeiro editado pelo quinteto sem Mário Alves e com Tiago Oliveira no seu lugar. As  Vozes da Rádio tinham editado em 2002, o álbum gravado ao vivo no Porto ‘’O Som Maravilha dos Senhores’’ mas não gravavam em estúdio desde 2000 aquando da edição de "Mais Perto" uma encomenda do Museu dos Transportes e Comunicações do Porto.
Natal é composto por dezassete temas na sua primeira edição e dezanove na reedição. Além de versões de conhecidos temas de natal, o disco contém vários originais escritos por Jorge Prendas e marca igualmente a primeira colaboração com João Monge no tema Peúgas e Pijama. Pela primeira vez também os arranjos vocais são assinados por quatro elementos das Vozes da Rádio: Jorge Prendas, Tiago Oliveira, Ricardo Fráguas e António Miguel. O disco, na sua reedição de 2006 tem 14 versões de temas natalícios e 5 originais, tendo as Vozes da Rádio cantado em sete idiomas (português, francês, inglês, catalão, alemão, húngaro e polaco). Além do já mencionado texto de João Monge há também textos de Mário Alves, Jorge Carreira e Jorge Prendas.
O disco teve produção das Vozes da Rádio e foi gravado, misturado e masterizado por Mário Barreiros no estúdio MB. Os dois temas incluídos na edição de 2006 foram gravados e misturados por Vítor Silva no estúdio no Vibe Zone.
A capa bem como todo o design do booklet é da autoria de Miguel Marafuz.

## Antes da gravação
O início das Vozes da Rádio confunde-se com os concertos de Natal que levaram a cabo em 1991. Apesar do grupo se ter estreado a 21 de Abril de 1991, foi no Natal desse ano que o quinteto saiu pela primeira vez da sua cidade realizando concertos com repertório natalício na Guarda e em Évora, além de um conjunto de seis concertos em áreas comerciais do Porto.  Temas como "Joy to the world", "Jingle Bells", "Stille Nacht" ou "We three Kings of Orient are" faziam parte dos alinhamentos desses concertos.
Depois da saída de Mário Alves e com a vontade de avançar para um novo trabalho discográfico, a ideia de gravar temas sobejamente conhecidos de Natal, bem como desenvolver originais com a mesma temática, agradou ao quinteto que em Abril de 2003 começou a trabalhar em estúdio com Mário Barreiros. Em 2006 reeditam o disco acrescentando dois temas novos, sendo um deles um original.
As Vozes da Rádio realizaram dezenas de concertos com este repertório em Portugal (continente e ilhas) bem como na Galiza.

## Gravação
As gravações tiveram lugar a 25 e 26 de Abril, 16, 17 e 18 de Julho e ainda a 15 de Setembro de 2003 no estúdio MB por Mário Barreiros. Os dois temas extra incluídos na reedição foram gravados numa noite de Outubro de 2006 por Vítor Silva no estúdio Vibe Zone. Este disco não tem músicos convidados ao contrário dos álbuns anteriores. Tem uma faixa onde Rui Vilhena tocou guitarra (Rudolph the Red Nose Reindeer) e outra onde Jorge Prendas toca piano (Canção de Embalar o Action Man). Há em várias faixas pequenos apontamentos de percussão que foram tocadas pelos elementos do grupo.
A versão de Entrai, Pastores Entrai fez parte de uma colectânea europeia de música de Natal elaborada pela UER, União Europeia de Radiodifusão.
O disco foi lançado no Natal de 2003, sendo reeditado em 2006 com duas novas faixas. No Natal de 2016, e comemorando dez anos da sua reedição, foi lançado nas plataformas digitais.

## Composição e estilo
As Vozes da Rádio caracterizam-se pela sua originalidade e humor. Um disco de Natal poderia pressupor que estes dois elementos ficassem de fora. No entanto o quinteto soube-os incluir não só porque cinco originais foram compostos para este disco, como também porque incluíram canções de Natal de países como a Hungria ou Polónia ou ainda cantaram um cântico natalício da Catalunha pouco habituais nas colectâneas de Natal. Foi aliás um desafio cantar em catalão, húngaro ou polaco línguas que nenhuma das Vozes domina.
Como foi dito anteriormente pela primeira vez na vida do quinteto há quatro músicos que escreveram arranjos. Daí resultou uma riqueza de recursos que até então não tinha surgido. Mais e diferentes soluções harmónicas, outras abordagens de escrita e diferentes articulações das vozes.

## Curiosidades
- O tema "Canção de Embalar o Action Man" teve uma versão anterior, com outro texto, e que foi cantada por uma criança por concurso de canção infantil.

- A fotografia incluída no libreto foi uma solução de recurso. Foi tirada algum tempo antes no estúdio de Vale de Lobos, durante a gravação de uma participação das Vozes da Rádio num álbum da Ala dos Namorados.

- A reedição do disco em 2006 foi decidida e concretizada em menos de uma semana e resultou essencialmente do conselho de um amigo das Vozes, ligado à indústria discográfica.

- O tema "Lucas e o Pai Natal" foi incluído num manual de música do ensino básico, 2º ciclo.

- Aquando do lançamento, a RTP fez uma peça que foi filmada no edifício transparente que na altura não tinha qualquer funcionalidade apesar de ter sido construído dois anos antes para o Porto Capital da Cultura. O facto foi aproveitado pelo grupo para ironizar sobre a verdadeira função do edifício.

- Aquando do lançamento do disco foi também lançado um vídeo com o tema de abertura Boas Festas de Assis Valente gravado no teatro da Vilarinha do Porto.

## Faixas
| N.º            | Título                           | Compositor(es)                                | voz principal   | Duração |  |
| 1.             | "Boas Festas"                    | A. Valente arr. vocal J. Prendas              | Jorge Prendas   | 2:41    |  |
| 2.             | "Joy to the world"               | Haendel, I. Watts arr. vocal, J. Prendas      | António Miguel  | 1:51    |  |
| 3.             | "Presépio de lata"               | C. Tê, R. Veloso arr. vocal A. Miguel         | Vozes da Rádio  | 4:13    |  |
| 4.             | "Il est ne le divin Enfant"      | Tradicional França arr. vocal J. Prendas      | Tiago Oliveira  | 2:35    |  |
| 5.             | "Fum Fum Fum"                    | Tradicional Catalunha arr. vocal R. Fráguas   | Jorge Prendas   | 1:48    |  |
| 6.             | "It came upon a midnight clear"  | R. Willis E. Sears arr. vocal J. Prendas      | Rui Vilhena     | 2:42    |  |
| 7.             | "Stille nacht"                   | F. Gruber, J. Mour arr. vocal J. Prendas      | Jorge Prendas   | 1:59    |  |
| 8.             | "Peugas e pijama"                | J. Prendas, J. Monge arr. vocal J. Prendas    | Jorge Prendas   | 2:32    |  |
| 9.             | "Lucas e o Pai Natal"            | J. Prendas, J. Carreira arr. vocal J. Prendas | Jorge Prendas   | 3:12    |  |
| 10.            | "Rudolph the red nose reindeer"  | J. Marks arr. vocal J. Prendas                | Ricardo Fráguas | 2:02    |  |
| 11.            | "Bicskei enek"                   | Tradicional Hungria arr. vocal T. Oliveira    | António Miguel  | 1:45    |  |
| 12.            | "José embala o Menino"           | Tradicional Portugal arr. vocal J. Prendas    | Jorge Prendas   | 3:17    |  |
| 13.            | "Canção de embalar o action man" | J. Prendas, M. Alves arr. vocal J. Prendas    | Rui Vilhena     | 4:11    |  |
| 14.            | "Dzisiaj w Betlejem"             | Tradicional Polónia arr. vocal T. Oliveira    | António Miguel  | 2:37    |  |
| 15.            | "We three kings"                 | Tradicional Inglaterra arr. vocal J. Prendas  | Ricardo Fráguas | 2:16    |  |
| 16.            | "Entrai, pastores entrai"        | Tradicional Portugal arr. vocal J. Prendas    | Vozes da Rádio  | 2:25    |  |
| 17.            | "Triste mas song"                | J. Prendas arr. vocal J. Prendas              | Vozes da Rádio  | 1:31    |  |
| 18.            | "À espera do Natal"              | J.Prendas arr. vocal J. Prendas               | Jorge Prendas   | 3:25    |  |
| 19.            | "Jingle Bells"                   | J. Pierpont arr. vocal J. Prendas             | Tiago Oliveira  | 2:02    |  |
| Duração total: | Duração total:                   | Duração total:                                | Duração total:  | 48:00   |  |

## Membros
Banda
- Tiago Oliveira
- Jorge Prendas
- Rui Vilhena
- António Miguel
- Ricardo Fráguas

Equipa técnica
- Mário Barreiros - gravação, mistura e masterização (faixas 1 a 17)
- Vítor Silva - gravação, mistura e masterização (faixas 18 e 19)
- Miguel Marafuz - design